# Vikingasystrar
Vikingasystrar  är en svensk lågbudgetfilm från 2022 som hade premiär på Medeltidsveckan.

## Rollista
- Karin Engman som Snöfrid
- Eliza Sica som Vitstjärna
- Sofia Ekholm som Gunhild
- Andreas Mossberg som Geirmund
- Charleen Elea som Klägga
- Johan Sjöberg som Hunboge
- Maria Forslin som Frosthild
- Solveig Ternström som Fröja (gammal)
- Tuva Jagell som Fröja (ung)
- Mikael Björkman som Thorir herse
- Åke Holm som Harald Hårfagre
- Fredrik Ekman som Egil Skallagrimsson
- Thomas Gjutarenäfve som Tyrving
- Niki Löfberg som Hervard Okvinna
- Ralf Beck som Berättaren

## Om filmen

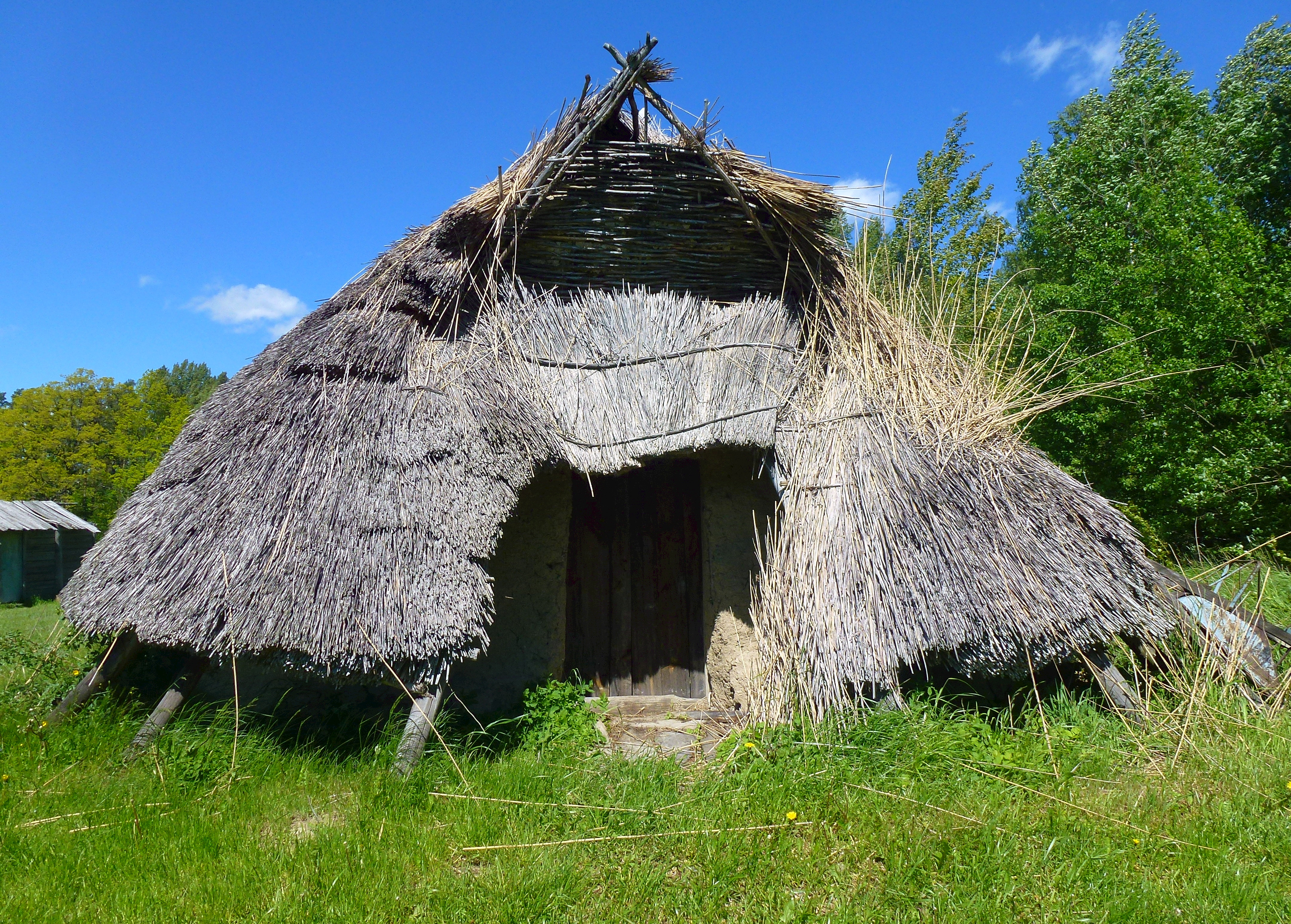
Järnåldershuset i Körunda, där exteriörer och interiörer spelades in

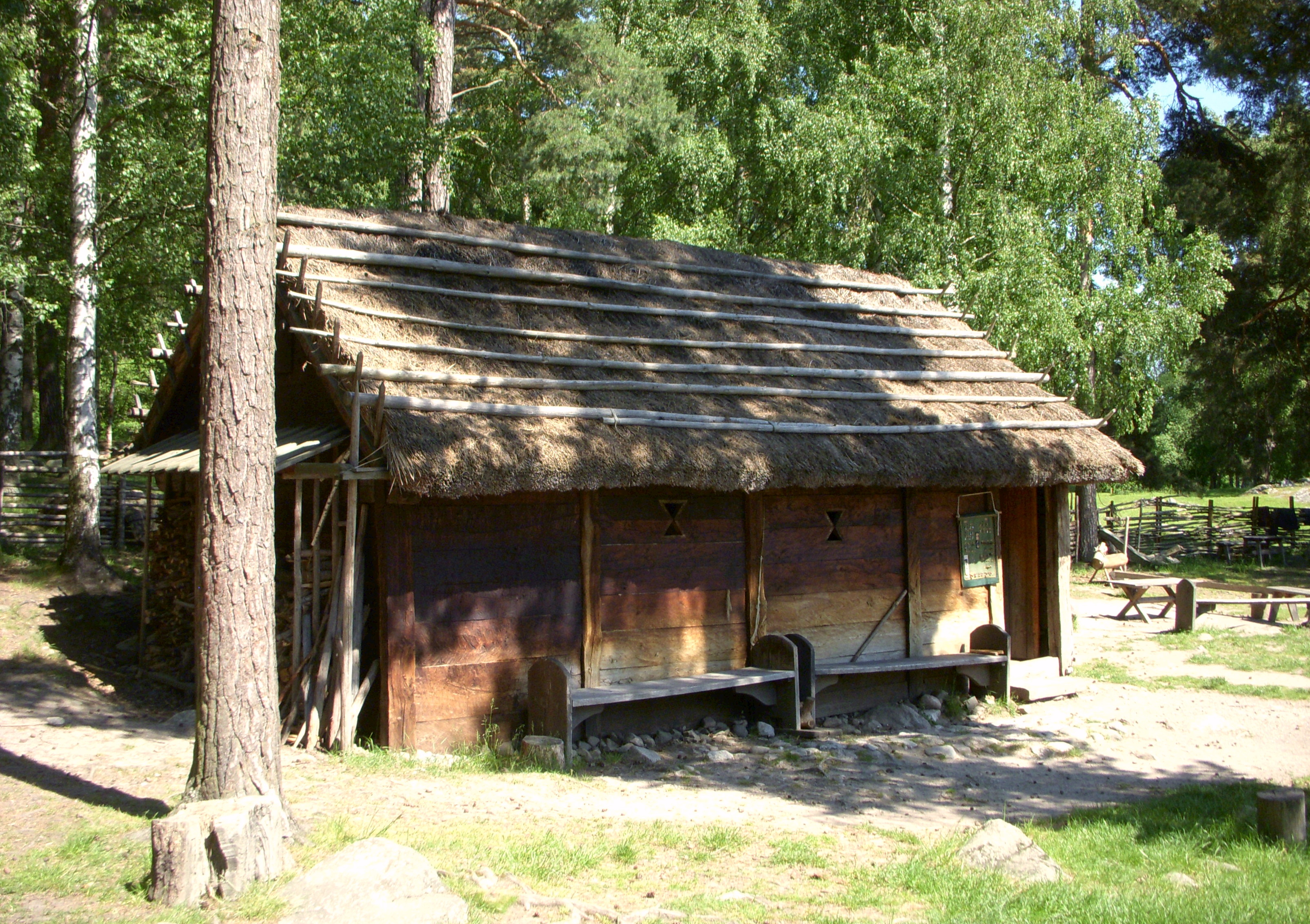
På Gunnes gård spelades interiörer in

Filmen spelades bland annat in i Järnåldershuset Körunda, Vikingagården Gunnes gård och Hogslaby.